# Unificação da China

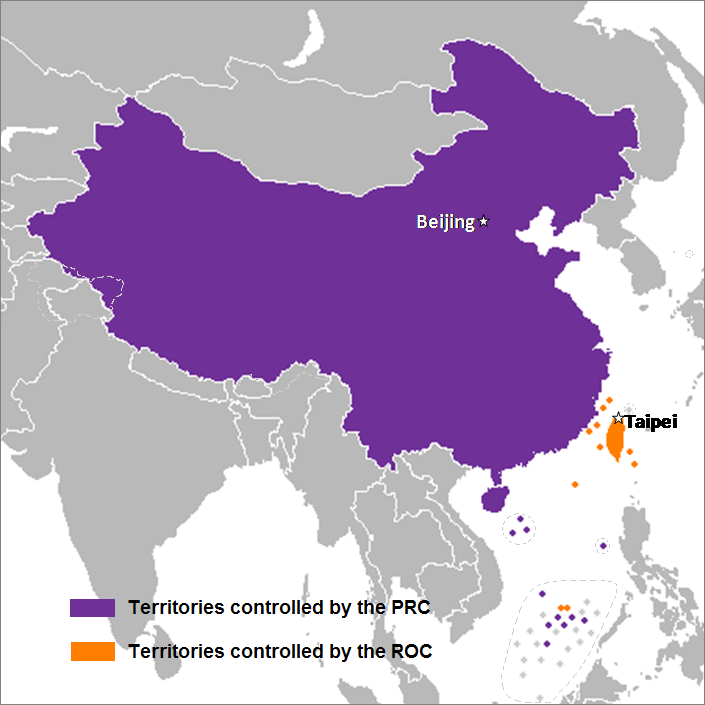
Território controlado pela República Popular da China (roxo) e pela República da China (laranja). (O tamanho das pequenas ilhas foram exagerados neste mapa para facilitar a identificação)

Unificação da China ou Unificação Chinesa  (chinês tradicional: 中國統一, chinês simplificado: 中国统一, pinyin: Zhōngguó tǒngyī, lit. ‘Unificação da China’), também conhecido como Reunificação Chinesa ou Reunificação China Continental-Taiwan, refere-se a potencial unificação política da República Popular da China e da República da China em um Estado soberano único.
A República da China foi fundada em 1912 e controlava a China continental, que a República Popular da China atualmente administra, após derrotar o governo imperial Qing. Em 1945, as forças invasoras japonesas em Taiwan se renderam a Chiang Kai-shek, o líder da República da China, em nome dos Aliados da Segunda Guerra Mundial, e Taiwan voltou a fazer parte da China. Durante os últimos anos da Guerra Civil Chinesa (1946-1949), a República da China perdeu a China continental para o Partido Comunista Chinês (PCC) e estabeleceu seu governo em Taiwan. O PCC estabeleceu a República Popular da China sobre o território continental perdido em 1949.
O governo da República Popular da China alega que Taiwan é uma "província rebelde"  e que a recuperação de Taiwan é uma alta prioridade, estabelecendo a Política de Uma China para clarificar a sua intenção. A República Popular da China já ameaçou invadir Taiwan caso considere que a incorporação pacífica não seja possível.
A maioria da população taiwanesa se opõem à adesão a República Popular da China, por várias razões, incluindo receios de perda de democracia e dos direitos humanos. Os oponentes são favoráveis tanto a manutenção do status quo da República da China administrando Taiwan ou da busca pela independência de Taiwan. A Constituição da República da China declara que o seu território inclui o continente, porém a política oficial do governo da República da China depende de qual coalizão está no poder.